# Tropaeolum papillosum
Tropaeolum papillosum är en krasseväxtart som beskrevs av D. K.Hughes. Tropaeolum papillosum ingår i släktet krassar, och familjen krasseväxter. Inga underarter finns listade i Catalogue of Life.